# История на Република Южна Африка

### До пристигането на европейските заселници
В Южна Африка са открити едни от най-старите човешки останки на света. Останки на австралопитек (Australopithecus africanus) са открити при Таунг и в пещерите на Стеркфонтейн, Кромдрай и Макапансхат. Най-старите от тях са на около 3,3 милиона години. След питеканторпите тук са живели различни видове Homo, като Homo habilis, Homo erectus и накрая модерния човек Homo sapiens. По време на миграцията си племената банту пресичат реката Лимпопо и се заселват на територията на днешна Южна Африка, занимавайки се със земеделие и животновъдство. По време на миграцията си те достигат реката Фиш Ривър, която днес се намира в провинция Осткап. Живеещите от около 20 000 години на територията на днешна Южна Африка племена сан и Khoikhoi биват прогонени от племената банту.

### Нидерландска колонизация
Началото на написването на новата история на Южна Африка слага калвинистът Ян ван Рибек. На 6 април 1652 г. по поръчка на Нидерландската източноиндийска компания той основава снабдителен пункт на Нос Добра надежда. Благодарение на добрата си стратегическа позиция този пункт е трябвало да служи като място за почивка на търговските кораби, пътуващи между Европа и Югоизточна Азия. През втората половина на 17 и през 18 век това нидерландско селище непрекъснато расте. Първоначално заселниците се разпростират в региона Уесткап. След достигането през 1770 г. границите на банту, заселниците водят поредица от войни с народа на Кхоса. Нидерландците докарват значителна бройка роби от Индонезия, Мадагаскар и Индия. В началото на 1743 г. броят на докараните роби е значително по-голям от броя на белите заселници. Наследниците на тези роби често се женели за бели заселници. Впоследствие те, заедно с бушмените, образуват така наречената класа на цветнокожите (на африкаанс: Bruinmense, Kleurlinge, на английски: Coloureds) и днес представляват около 50% на населението на Западната Капска провинция.

### Британска колонизация
Влошеното финансово състояние на Обединената Източно-индийска компания намалява влиянието на нидерландските търговци и позволява на войските на Британското кралство да завземат региона на Нос Добра Надежда през 1797 г. Нидерландия е превзета от войските на Наполеон и новосъздадената Батавска република вече не е обвързана с британците. След подписването на Амбиенския мирен договор през 1802 г. британците трябва да предадат страната на Нидерландия, но през 1806 г. те отново я завземат и наново основават тук британска колония. Пограничните войни с племената кхоса продължават и това води до непрекъснато нарастване на територията на страната до източния бряг на реката Фиш ривър. Британците укрепват границата на новата колония, а земите отвъд нея бързо биват завземани от белите заселници. Отмяната на робството от Британския парламент през 1833 г. отнема поминъка на много бури (на нидерландски: boer - селянин). Това, както и честите погранични сблъсъци и други различия с англичаните, кара много бури (около 14 000) да се отправят към вътрешността на континента, където основават свои държави, най-известните от които са Трансваал (Transvaal) и Оранжевата свободна държава (Oranje Vrystaat).

### Бурски войни (1880-1904)
- Първа бурска война (1880-1881 г.)

През 1880 г. Великобритания прави опит за завладяване на двете държави Трансваал (Transvaal) и Оранжевата свободна държава, създадени около 70 години преди това от бурите - потомци на нидерландските заселници в Южна Африка през 17 и 18 век. Бурите се организират във военни отряди и успяват да спечелят войната. Съгласно мирния договор, Великобритания признава независимостта на Трансваал, като запазва като свой приоритет външната политика на тази държава. През 1886 г. в двете държави са открити богати залежи на злато и диаманти и те става обект на златна треска. От Европа, главно от Великобритания, пристигат хиляди нови заселници. През 1895 г. британска власт в Южна Африка прави опит за овладяване на залежите, на което се противопоставят със сила военните отряди на бурите. При такова стечение на обстоятелствата Великобритания започва да се готви за война, прехвърляйки големи войскови подразделения към Южна Африка.
- Втора бурска война (1899-1904 г.)

Втората бурска война започва през 1899 г. Първоначално бурите имат успехи, но за по-малко от година двете бурски държави - Трансваал и Оранжевата свободна държава са завладени от Великобритания. През следващите две години продължават партизански тип сражения, в които бурите са подкрепяни от германската колония в Южна Африка. За установяване на контрол върху партизанското движение на бурите британската власт организира първите в света концентрационни лагери, в които е интернирано население от бунтуващите се райони. В действителност най-губещо от тези войни се явява местното чернокожо население, към което започват да се прилагат расистките постановки на политиката на апартейд. За това население са определени два пустинни резервата - Лесото и Свазиленд, където негърското население се занимава със земеделие. Друга част от чернокожите са ангажирани в мините за добив на злато, диаманти, каменни въглища, цинк, олово и манган, благодарение на доходите от които Южноафриканският съюз се превръща в една от най-богатите и красиви държави.

### Формиране на Южноафрикански съюз
След приключване на войната бурите получават широка местна самостоятелност и като бели европейски заселници получават по-високи обществени и стопански позиции в Южноафриканския съюз, създаден през 1910 г. с ранг на доминион на Великобритания. Южноафриканският съюз е създаден на 31 май 1910 г. от четирите колонии Натал, Трансваал, Оранжевата свободна държава и Капската колония.
През 1934 г. става обединяването на британската Южноафриканска партия и бурската Национална партия в т.нар. Обединена партия с цел помиряването на бялото и цветнокожото население. Но още през 1939 г. този съюз се разпада поради различия относно участието на Великобритания във Втората световна война. Продясната Национална партия симпатизира на Хитлерова Германия и на радикалното расово разделение (апартейд). След края на войната бялото население под ръководството на Националната партия запазва своята власт и въвежда политика на апартейд, приемайки чрез парламента редица закони, които разделят ежедневието на населението според цвета на кожата. Апартейдът става основна конфликтна точка през втората половина на 20 век, която води до широкообхватни икономически санкции, както и до изтеглянето на редица фирми от ЮАР. Растящото недоволството на потиснатото население стига своята връхна точка през 1976 г., когато органите на реда се изправят срещу демонстриращи студенти в Совето, при което загиват 176 чернокожи ученици и студенти. След дълги години на съпротива чрез стачки, протестни маршове, саботажи, както и терористични актове на различни движения, борещи се срещу апартейда (най-известното от които е Африканският национален конгрес), през 1990 г. правителството на Националната партия, водено от Фредерик де Клерк, прави първата крачка на отстъпление от политиката на апартейд, като премахва забраната на движението Африкански национален конгрес и освобождава от затвора неговия лидер Нелсън Мандела (най-известният борец срещу апартейда, който прекарва в затвора 27 години). Постепенно апартейдът изчезва от конституцията и това дава възможност през 1994 г. да се проведат първите свободни избори, които партията Африканския национален конгрес печели убедително и оттогава управлява страната чрез издигнато от нея правителство. Нелсън Мандела става първият чернокож президент на страната и заедно с последния президент на Националната партия Фредерик де Клерк печели Нобелова награда за мир през 1993 г. Въпреки края на апартейда, през 21 век милиони южноафриканци, предимно цветнокожи, живеят в нищета.